# أوسامو ميازاكي
أوسامو ميازاكي (باليابانية: 宮崎敦؛ بالكانا: みやざき おさむ) هو متسابق دراجات نارية ياباني، ولد في 23 يناير 1966 في ياماغوتشي في اليابان.

## روابط خارجية
- أوسامو ميازاكي على موقع MotoGP.com (الإنجليزية)